# کمیسیون مستقل انتخابات ایران
کمیسیون مستقل انتخابات ایران (به اختصار کـمـا) نهادی پیشنهادی برای ادارهٔ بی‌طرف و حرفه‌ای همهٔ انتخابات ملی و محلی در جمهوری اسلامی ایران است که پس از جنگ ایران و اسرائیل (۱۴۰۳–۱۴۰۴) در چارچوب بستهٔ اصلاحات دموکراتیک ۱۴۰۴ مطرح شد. هدف از تشکیل این کمیسیون تضمین برگزاری انتخابات آزاد، عادلانه و شفاف و کاهش وابستگی فرآیندهای انتخاباتی به نهادهای دولتی و سیاسی موجود، مانند وزارت کشور ایران وزارت کشور و شورای نگهبان، عنوان شده است.

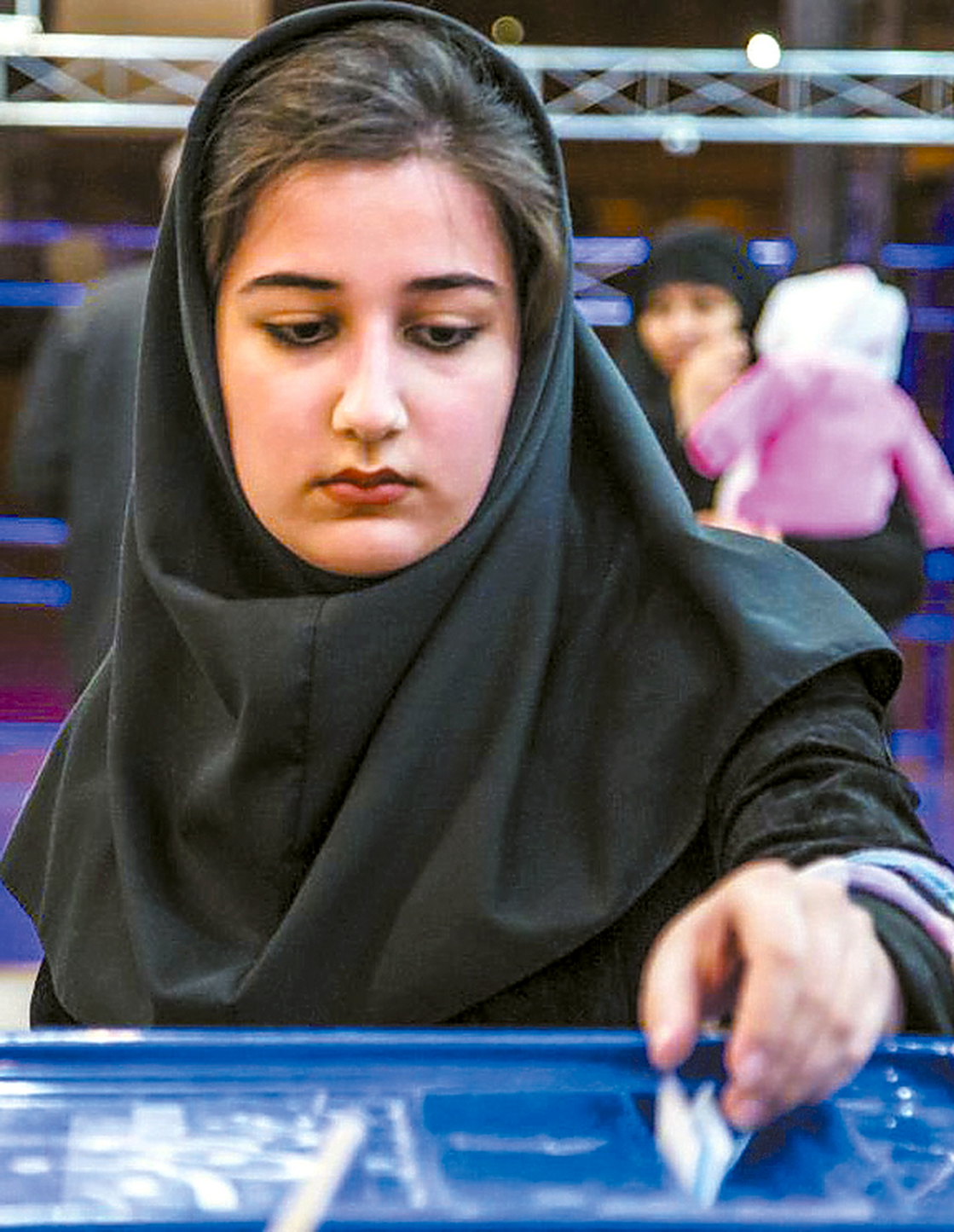
یک رأی‌دهنده در حال انداختن رأی (انتخابات ۱۳۹۴)

## پیش‌زمینه تاریخی
- تا پیش از این، وظایف اجرایی انتخابات بر عهدهٔ وزارت کشور و نظارت استصوابی بر عهدهٔ شورای نگهبان بود.[۲]
- اعتراضات گسترده به نتایج انتخابات ۱۳۸۸ (جنبش سبز) و ۱۴۰۱ (زن، زندگی، آزادی) نشان داد که بی‌طرفی نهادهای کنونی نزد افکار عمومی زیر سؤال است.[۳]
- در مذاکرات فراجناحی پس از آتش‌بس ۳ تیر ۱۴۰۴، تشکیل نهادی مستقل برای انتخابات یکی از چهار شرط اصلی ائتلاف‌های اصلاح‌طلب و گروه‌های مدنی بود.[۴]

## مبانی حقوقی و قانونی
قانون اساسی جمهوری اسلامی ایران مسیر کلی تأسیس نهادهای انتخاباتی را تعیین می‌کند؛ با این‌حال، تشکیل یک «کمیسیون مستقل» نیازمند تفسیر موسع اصول موجود و گذر از فرایند قانون‌گذاری تازه است. مهم‌ترین اسناد و موادی که در بحث ۱۴۰۴‑۱۴۰۵ مبنای استناد قرار گرفته‌اند عبارت‌اند از:
اصل ۵۶ قانون اساسی«متن قانون اساسی جمهوری اسلامی ایران». ۱۴۰۴-۰۱-۱۵. حق تعیین سرنوشت ملت را به‌عنوان امانتی الهی به مردم می‌سپارد و پشتوانه نظری واگذاری ادارهٔ انتخابات به نهادی مردمی و غیرحزبی است.
اصل ۵۹ قانون اساسی«گزارش مرکز پژوهش‌ها درباره ظرفیت اصل ۵۹». ۱۴۰۴-۰۲-۱۰. مجوز همه‌پرسی در «مسائل مهم» با رأی دوسوم مجلس؛ محتمل‌ترین مسیر تأیید نهایی قانون تشکیل کمیسیون.
اصل ۹۹ قانون اساسی«اصل ۹۹ قانون اساسی». ۱۴۰۴-۰۱-۱۵. نظارت بر انتخابات را به شورای نگهبان می‌سپارد؛ پیش‌نویس جدید نظارت اجرایی را به کمیسیون واگذار کرده و شورای نگهبان را داور نهایی می‌داند (در انتظار تفسیر تازه).
پیش‌نویس «قانون تشکیل کمیسیون مستقل انتخابات» (۱۴۰۴) – شامل ۳۲ ماده درباره ساختار، نحوهٔ گزینش اعضا، منابع مالی و رسیدگی به شکایات؛ در دستور کار علنی مجلس.
مادهٔ ۲۵ «میثاق حقوق مدنی و سیاسی» (ICCPR)"International Covenant on Civil and Political Rights Article 25" (به انگلیسی). 2024. {{cite web}}: no-break space character in |عنوان= at position 61 (help) - حق مشارکت شهروندان در انتخابات «آزاد و منصفانه»؛ چارچوب بین‌المللی برای استانداردهای کمیسیون و همکاری با ناظران خارجی.
همپوشانی این اسناد نشان می‌دهد کمیسیون مستقل نهاد "خلق‌الساعه" نیست؛ بلکه امتداد منطقی اصول بنیادین قانون اساسی و تعهدات بین‌المللی ایران است. گام‌های اجرایی پیشِ رو: (۱) تصویب نهایی لایحه در مجلس، و (۲) تأیید آن در همه‌پرسی سراسری طبق اصل ۵۹.

## وظایف و اختیارات پیشنهادی
- ثبت و به‌روزرسانی فهرست رأی‌دهندگان با همکاری سازمان ثبت احوال کشور.
- نظارت بر فرآیند نام‌نویسی و احراز صلاحیت نامزدها بر مبنای معیارهای شفاف و واحد.
- طراحی و چاپ برگه‌های رأی و اوراق امنیتی.
- آموزش کارکنان شعب اخذ رأی با استانداردهای بین‌المللی (راهنمای ODIHR/OSCE).ODIHR (2024). "Handbook for the Observation of Election Administration" (به انگلیسی).
- اعلام نتایج اولیه و نهایی و رسیدگی به شکایات انتخاباتی.

## ساختار سازمانی
هیئت عالی کمیسیون - ۷ عضو کارشناسی که با رأی دوسوم مجلس شورای اسلامی انتخاب می‌شوند و باید سابقهٔ حزبی فعالی نداشته باشند.
دبیرخانهٔ دائمی - ادارهٔ مرکزی در تهران با بخش‌های آموزش، فناوری، تدارکات و حقوقی.
ادارات استانی - یک دفتر استانی در هر استان؛ دفترهای شهرستانی در انتخابات سراسری فعال می‌شوند.

### شیوهٔ گزینش اعضا
بر پایهٔ پیش‌نویس قانون، یک «کمیتهٔ نامزدی» متشکل از نمایندگان قوهٔ قضاییه، جامعهٔ مدنی و انجمن‌های حقوق انتخاباتی، فهرست بلندی از نامزدها را تهیه می‌کند؛ سپس مجلس در فرایندی دو مرحله‌ای ۷ عضو هیئت عالی را برای دورهٔ شش‌ساله بر می‌گزیند.

## حمایت‌ها و انتقادات
حمایت‌ها
جبهه اصلاحات ایران و ۴۰ سازمان غیردولتی بیانیهٔ مشترکی در پشتیبانی از لایحه امضا کردند.«۴۰ سازمان مدنی خواستار تصویب کمیسیون مستقل انتخابات شدند». اعتماد. ۱۴۰۴-۰۲-۱۸.
گزارش ۱۴۰۴ خانه آزادی تشکیل نهاد مستقل را «گام تعیین‌کننده در بهبود شاخص دموکراسی» ارزیابی کرد."Iran Country Report ۱۴۰۴" (به انگلیسی). ۱۴۰۴.
انتقادات
برخی نمایندگان جناح اصولگرا معتقدند تفویض نظارت به کمیسیون می‌تواند اصل ولایت فقیه را تضعیف کند.«واکنش طیف اصولگرا به ایدهٔ EMB». ۱۴۰۴-۰۲-۲۴.
نگرانی از تأمین مالی پایدار و امکان نفوذ گروه‌های فشار در مراحل گزینش اعضا.

## نمونه‌های مشابه در جهان
کمیسیون مستقل انتخابات افغانستان
کمیسیون انتخابات هند
کمیسیون انتخابات کنیا (IEBC)

## اهمیت برای گذار دموکراتیک
براساس نظریهٔ «سنجاق دوقفل» (dual lock-in)، نهاد انتخاباتی بی‌طرف می‌تواند هم از تقلب انتخاباتی جلوگیری کند و هم اعتماد رأی‌دهندگان را در دورهٔ گذار به دموکراسی تثبیت نماید.